# 우리 집에 왜 왔니 (영화)
"우리 집에 왜 왔니"(영어: On the Way Home)는 2009년 4월 9일에 개봉한 황수아 감독의 영화이다. 자살을 시도하는 남주인공 앞에 노숙인이 나타나면서 벌어지는 사건을 다룬 영화이다.

## 캐스팅
- 강혜정 : 이수강 역
- 박희순 : 김병희 역
- 이승현 : 박지민 역
- 이다윗 : 어린 박지민 역
- 안병균 : 작은 형사 역
- 이도현 : 긴 형사 역
- 유혜연 : 병희 처 역
- 서영화 : 처제 1 역
- 김모아 : 처제 2 역
- 김꽃비 : 처제 3 역
- 문재원 : 비디오가게 학생 역
- 허남훈 : 총기 탈취범 역
- 강현정 : 지민 여자친구 역
- 최대웅 : 최씨노인 역
- 강숙 : 춘천집 주인 역
- 금현우 : 동료노숙자 1 역
- 이태영 : 동료노숙자 2 역
- 이동규 : 경찰 1 역
- 최귀화 : 경찰 2 역
- 박경찬 : 경찰 3 역
- 김소영 : 여직원 1 역
- 김요아 : 여직원 2 역
- 강다연 : 여직원 3 역
- 유나라 : Sexy / Cool 역
- 황선아 : Cool / Relax 역
- 오인 : Feel / Sexy 역
- 이미도 : Fun 역
- 이의자 : 호빵할머니 역
- 김성희 : 가라오케 선배 역
- 조용재 : 자살동료 역
- 박일민 : 버스정류장 학생들 역
- 정경원 : 버스정류장 학생들 역
- 유진성 : 버스정류장 학생들 역
- 김기웅 : 버스정류장 학생들 역
- 손인용 : 실업청년 역
- 오광록 : 자살남 역 (특별출연)
- 조은지 : 동료노숙자 역 (특별출연)
- 프라임 : TV (목소리) 역 (특별출연)